# كفن توت
كفن توت (بالإنجليزية: Kevin Tuite، من مواليد 3 أبريل 1954)‏، أو كويفن تيوت حسب النطق الأيرلندي، هو أستاذ الأنثروبولوجيا في جامعة مونتريال. وهو مواطن من كندا وأيرلندا. ينصب اهتمامه الخاص على اللغويات القوقازية، وقد نشر من حين لآخر حول موضوع الأساطير الجورجية.

## نبذة
ولد توت في 3 أبريل 1954، في ساوث بيند، إنديانا، الولايات المتحدة الأمريكية. حصل على البكالوريوس في الهندسة الكيميائية من جامعة نورث وسترن عام 1976. حصل على درجة الدكتوراه في اللسانيات من جامعة شيكاغو في عام 1988.

## وصلات خارجية
- Official webpage at Université de Montréal
- Official CV at Université de Montréal.